# Walk Away (Christina Aguilera)
Walk Away è un brano di Christina Aguilera, destinato ad essere il sesto singolo estratto dall'album Stripped, fu invece pubblicato come singolo promozionale.

## Descrizione
Il singolo, destinato ad essere il sesto da Stripped, non è stato più pubblicato per i vari impegni dell'artista e per il brano stesso, ritenuto dalla casa discografica troppo lento per le radio. Viene dunque pubblicato in formato digitale.

## Video
Il video ufficiale della canzone è quello del DVD Stripped World Tour registrato nel 2004.

## Classifiche
| Chart (2008)         | Posizione massima |
| -------------------- | ----------------- |
| Danish single charts | 35                |